# Малеско
Малеско (итал. Malesco) је насеље у Италији у округу Вербано-Кузио-Осола, региону Пијемонт.
Према процени из 2011. у насељу је живело 1287 становника. Насеље се налази на надморској висини од 756 м.

## Становништво
Према резултатима пописа становништва 2011. у општини је живело 1.465 становника.
| 1936. | 1951. | 1961. | 1971. | 1981. | 1991. | 2001. | 2011. |
| ----- | ----- | ----- | ----- | ----- | ----- | ----- | ----- |
| 1.211 | 1.371 | 1.316 | 1.470 | 1.533 | 1.495 | 1.473 | 1.465 |